# 虎头梁遗址
虎头梁遗址，位于中国河北省张家口市东六马坊，为张家口市阳原县的一个省级文物保护单位，类型为古遗址，公布时间为1982年7月23日。
虎头梁遗址的历史年代为旧石器时代，为石叶石器系统。石器以石英岩为主，兼有燧石和流纹岩。发现楔形石核，使用间接剥片法。石器器形有刮削器、尖状器，雕刻器，刮削器占多数。有的尖状器底部经过修理，为了加柄所用。有穿孔装饰品，装饰原料为贝壳、鸵鸟蛋皮，鸟的冠状骨及石块，有红色染色泥岩遗存。其报告记录火塘周围的遗迹分布图，是国内首次公布记录遗迹、遗物空间分布形态的报告。